# Râul Magdalena
 Râul Magdalena  (Río Magdalena, Magdalena) este un fluviu cu lungimea de 1538 km , situat în vestul Columbiei, America de Sud. El are un bazin de colectare de 263.858 km² fluviul, puțin mai mic decât al Rinului.